# Ретиже
Ретиже е река в Южна България, област Благоевград, община Банско, десен приток на река Места. Дължината ѝ е 18,5 km.
Река Ретиже води началото си от Поповоезерния циркус (виж Попови езера), като се образува от сливането на няколко потока: от север потокът, който се спуска от склоновете на връх Полежан; от запад потокът, който тръгва от Долното полежанско езеро и минава през Банските езера – той е най-мощен и затова може да се приеме, че именно той е начало на реката; и от юг – потокът, който се спуска от Поповото езеро (на 2234 m н.в., най-голямото и най-дълбокото езеро в Пирин). Тези три потока съединяват в района на Рибните Попови езера на 2174 m н.в. Малко по-надолу в Ретиже отдясно се влива Кременският поток, идващ от Кременските езера. След това реката се спуска на североизток като буен планински поток в дълбока и красива долина, с бързеи и водопади. По-надолу долината ѝ става още по-дълбока и силно залесена. На 4 km преди устието си Ретиже завива на изток и образува дълбок и непроходим каньон. Влива се отдясно в река Места на 646 m н.в., при село Места, Община Банско.
Площта на водосборния басейн на реката е 46 km2, което представлява 1,33% от водосборния басейн на река Места. Основен приток е река Кремешница, вливаща се в Ретиже отдясно, малко преди устието на последната. Среден наклон на течението 95‰. Среден годишен отток при устието 1,33 m3/s, с максимум през юни и минимум през февруари.
Село Места в Община Банско е единственото населено място по течението на реката.
Въпреки че реката притежава много големи водни ресурси за електродобив, по течението ѝ са изградени само пет малки ВЕЦ с обща мощност около 10 000 kW.

## Топографска карта
- Лист от карта K-34-84. Мащаб: 1 : 100 000.